# Drslavice (okres Prachatice)
Drslavice (německy Drißlawitz) jsou obec v okrese Prachatice v Jihočeském kraji. Leží zhruba šest kilometrů severozápadně od Prachatic. Leží v Šumavském podhůří (podcelek Vimperská vrchovina, okrsek Bělečská vrchovina). Žije zde 97 obyvatel.

## Historie
První písemná zmínka o obci pochází z roku 1384.

## Obyvatelstvo
| Rok            | 1869 | 1880 | 1890 | 1900 | 1910 | 1921 | 1930 | 1950 | 1961 | 1970 | 1980 | 1991 | 2001 | 2011 | 2021 |
| -------------- | ---- | ---- | ---- | ---- | ---- | ---- | ---- | ---- | ---- | ---- | ---- | ---- | ---- | ---- | ---- |
| Počet obyvatel | 415  | 422  | 369  | 338  | 350  | 356  | 307  | 201  | 185  | 136  | 110  | 80   | 64   | 91   | 97   |
| Počet domů     | 56   | 61   | 65   | 66   | 64   | 63   | 63   | 63   | 44   | 39   | 36   | 27   | 51   | 56   | 57   |

## Obecní správa
Mezi lety 1850–1960 Drslavice byly osadou obce Švihov v okrese Prachatice. V letech 1961–1990 patřily jako část obce k Lažištím a od 24. listopadu 1990 jsou samostatnou obcí.

### Části obce
- Drslavice
- Chválov
- Škarez 1.díl
- Švihov
- Trpín

### Obecní symboly
Znak a vlajka byly obci uděleny rozhodnutím předsedkyně Poslanecké sněmovny Parlamentu České republiky dne 20. října 2022.

## Pamětihodnosti
- Drslavická tvrz[8]